# Route 107 (Québec)
Die Route 107 ist eine Nationalstraße (Route nationale) der kanadischen Provinz Québec und führt durch die Verwaltungsregionen Outaouais und Laurentides.

## Streckenbeschreibung
Die 38,8 km lange Überlandstraße führt von Maniwaki über den Rivière Gatineau nach Déléage und in nordnordöstlicher Richtung über Aumond und Saint-Cajetan nach Lac-Gatineau, wo sie als Abzweig der Route 117 (Trans-Canada-Highway) endet.